# Bredareds socken
Bredareds socken i Västergötland ingick i Vedens härad, ingår sedan 1974 i Borås kommun och motsvarar från 2016 Bredareds distrikt.
Socknens areal är 76,03 kvadratkilometer varav 73,10 land. År 2000 fanns här 1 195 invånare.  Tätorten Bredared med sockenkyrkan Bredareds kyrka ligger i socknen.   

## Administrativ historik
Socknen har medeltida ursprung. 
Vid kommunreformen 1862 övergick socknens ansvar för de kyrkliga frågorna till Bredareds församling och för de borgerliga frågorna bildades Bredareds landskommun. Landskommunen uppgick 1952 i Sandhults landskommun som 1974 uppgick i Borås kommun. Församlingen uppgick 2018 i Sandhult-Bredareds församling.
1 januari 2016 inrättades distriktet Bredared, med samma omfattning som församlingen hade 1999/2000.
Socknen har tillhört län, fögderier, tingslag och domsagor enligt vad som beskrivs i artikeln Vedens härad. De indelta soldaterna tillhörde Älvsborgs regemente, Vedens kompani.

## Geografi
Bredareds socken ligger norr om Borås med Säven i nordost, Ärtingen i öster och Öresjön i söder. Socknen är en mossrik kuperad skogsbygd med inslag av odlingsbygd i nedskurna dalar.

## Fornlämningar
Lösfynd från stenåldern är funna. Från järnåldern finns gravar.

## Namnet
Namnet skrevs på medeltiden med runor Bredhariudh och kommer från kyrkbyn. Efterleden innehåller ryd, 'röjning'. Förleden innehåller troligen bred.